# Vụ đánh bom xe hơi Bogotá 2019
Vào ngày 17 tháng 1 năm 2019, một chiếc xe đã được lái vào Học viện Cảnh sát Quốc gia General Santander ở Bogotá, Colombia. Chiếc xe tải lao thẳng vào cơ sở, đâm vào tường và kích nổ, giết chết 21 người (bao gồm cả hung thủ) và làm 68 người khác bị thương. Các cuộc tấn công tự sát là bất thường ở Colombia. Chiếc xe chứa khoảng 80 kg (180 lb) pentolite. Đó là cuộc tấn công nguy hiểm nhất vào thủ đô Colombia kể từ vụ đánh bom Câu lạc bộ El Nogal năm 2003 và là cuộc tấn công khủng bố đầu tiên vào thủ đô kể từ vụ đánh bom Centro Andino năm 2017.